# Khöömei
El khöömei o khöömii (tuvinià: хөөмей, romanitzat: khöömei; mongol: хөөмий; ᠬᠦᠭᠡᠮᠡᠢ, romanitzat: khöömii) és un estil de cant gutural practicat per gent de Tuvà i Mongòlia. Destaca per incloure el cant harmònic. L'any 2009 va ser inclòs a la llista del Patrimoni Cultural Immaterial de la Humanitat de la UNESCO. El terme hömey / kömey significa gola i laringe en diferents llengües turques. Això podria ser manllevat del mongol khooloi, que també significa gola, derivat de la paraula proto-mongola *koɣul-aj.
La seva peculiaritat és que els cantants, anomenats khöömeizi, són capaços d'emetre simultàniament dos tons: un rebombori greu de baixa freqüència al costat d'un to agut semblant a un xiulet agut i flotant. Això s'aconsegueix quan el cantant produeix una nota base amb veu gutural sobre la qual, amb la boca, n'amplifica els harmònics, generant així diverses notes simultànies. Per això és també anomenat cant difònic. El khöömei és una forma d'expressió musical única en el seu gènere. Es tracta d'un cant ancestral que s'ha considerat durant molt de temps un element essencial de la cultura mongol i continua sent un símbol d'identitat nacional o ètnica.

## Origen
L'origen geogràfic del cant khöömei se situa al voltant de la serralada de l'Altai, a l'oest de Mongòlia, d'on es va expandir cap al nord de la Xina i cap a la República de Tuvà, a Rússia. Antigament, els cantants de khöömei eren nòmades mongols que solien actuar sols o ocasionalment acompanyats per un altre músic, i eren cridats per a celebracions, festes importants i contextos rituals. També el cantaven quotidianament mentre sortien amb el bestiar o dins de les iurtes per fer dormir els nadons.
La pràctica es transmetia oralment, de mestre a alumne, sense escoles oficials pel mig. Tradicionalment, els cantants de khöömei eren seleccionats des de petits i ensenyats per familiars khöömeizhis, amb l'ensenyament lligat al llinatge com en el cas dels xamans. Tot i la necessitat d'experiència en escoltar els sons imitats, la destresa dels cantants es reforçava amb les ensenyances dels veterans. A partir dels anys 80, es van establir centres d'ensenyament d'aquest art vocal i de la tradició musical i folklòrica. Això va donar lloc a l'aparició de més grups i "ensembles", alguns incorporant instruments moderns, fins a consolidar una orquestra nacional a Tuvà.
Les seves cançons parlen de costums, relacions i gestes èpiques. Aquests cants s'acompanyen de diversos instruments tradicionals, com corns, flautes i cascavells de cavall, així com instruments de corda fregada (igil, morin khuur, bizantxi) i pinçada (txadagan, doixpuluur, tovxuur, txanza). Alguns instruments, com el khoomus o arpa de boca, i altres de percussió i flautes, són similars en diferents regions.
Els orígens dels cants khöömei són incerts però semblen estar lligats als pastors i caçadors nòmades que imitaven els sons de la natura i dels seus animals domèstics. Aquesta pràctica, dins d'una cultura animista, permetia als xamans comunicar-se amb els esperits dels elements a través de la imitació dels seus sons de la naturalesa i dels animals, amb finalitats com expressar gratitud o demanar protecció. La comunicació entre els pastors i el seu bestiar els portà a usar les falses cordes de la veu per generar un so més greu, gutural i profund. Això els permet tenir una veu amb més harmònics i, per tant, amplificar-los modificant les posicions de la boca.
Com que la cultura del centre d'Àsia té molta influència del budisme i del xamanisme, en el khöömei hi ha una relació molt forta amb l'esfera del que és espiritual. Els xamans siberians per exemple, el fan servir en les seves cerimònies per connectar amb els esperits de les diferents dimensions de la realitat (inframon, món terrenal i món superior). També és utilitzat com a tècnica per cantar mantres i oracions.

## Tècnica
Segons un estudi de la Universitat d'Arizona, els cantants de khöömei utilitzen el tracte vocal com a instrument musical. Brad Story, coautor de l'anàlisi, indica que «hem trobat dues ubicacions implicades: una just darrere de les dents superiors, on és necessari utilitzar la llengua, i una altra a la zona propera a la part posterior de la boca, on comença la gola».
Els cantants de khöömei mostren un control notable en la configuració del seu tracte vocal per centrar de manera estreta els harmònics que emanen de les seves cordes vocals.

## Khöömei o cants harmònics tuvinians
A Tuvà aquest cant es coneix com a Khöömei (a diferència de Mongòlia, que es coneix com a khöömii o a Altai, que es coneix com a Kai) i és un cant que neix de la voluntat d'imitar els sons de l'entorn. En funció de quin element de la naturalesa s'imita i de quina manera s'amplifiquen els harmònics parlem de diferents estils.
Cal entendre la diferència entre els cants harmònics occidentals i el khöömei. En els cants harmònics occidentals, que arribaren als EUA durant els anys 80, la veu fonamental no és gutural, sinó lírica. El Khöömei en canvi, utilitza la veu gutural de pit -coneguda com a khorekteer- i la veu gutural greu -coneguda com a kargyraa-.
La gent de Tuvà té una àmplia gamma de vocalitzacions de cant gutural i van ser els pioners dels harmònics de sis tonalitats. Hi ha diversos esquemes de classificació diferents per al cant de gutural de Tuvà.

### Estils del Khöömei
A Tuva es parla de 3 estils fonamentals:
- Khöömei: "faringe", a part de ser el nom genèric per designar els cants harmònics de Tuva, el Khöömei també és un estil. Els harmònics són aguts i s'amplifiquen de manera que sonen amb una potència mitjana sobre el khorekteer o veu de pit. Amb ell es busca imitar el so del vent passant entre les roques, representant així el món terrenal.
- Sygyt: "xiulet". Els harmònics aguts s'amplifiquen sobre la veu de khorekteer de manera que sonen en la seva màxima potència. El so és tan agut i punyent que ens recorda al xiulet dels ocells, representant així el supraterrenal.
- Kargyraa: mitjançant la vibració de les falses cordes s'amplifiquen els harmònics greus de la veu -coneguts com a baix tons- generant així una veu profunda. Aquest cant imita el so de les vaques i els iacs, vinculant-se així amb les muntanyes i l'inframon.

### Subestils
Aquests tres estils fonamentals són la base sobre la qual el khoomeizi pot efectuar modificacions, coneguts com a subestils.
- Borbannadyr: "rodant", mitjançant una oscil·lació ràpida dels harmònics es genera una sonoritat molt similar al so de l'aigua baixant per un riu.
- Ezengileer: "estrep", mitjançant un moviment del vel de paladar es generen cops rítmics que busquen emular el so d'un cavall trotant.
- Chylandyyk: "grill", mitjançant la combinació de Kargyraa i Sygyt es genera un contrast molt gran entre harmònics greus i aguts que ens recorda al so d'un grill.
- Dumchuktaar: "nasal", aquest cant amplifica els harmònics i els treu pel nas a partir de tancar la boca. Així sonen més fluixos i intangibles.

## khöömii o cants harmònics mongols
A Mongòlia la catalogació d'estils és més simple que a Tuvà. Es contemplen també tres estils principals, però hi ha menys subestils.
- Sakha Khumii: similar al khöömei de Tuvà. S'acostuma a cantar amb registres més aguts.
- Isgeree Khumii: similar al Sygyt de Tuvà. També s'acostuma a cantar més agut.
- Karkhiraa Khumii: similar al Kargyraa de Tuvà. La veu es projecta amb més constricció, generant així un so més ofegat i més agut. A diferència del Kargyraa tuvinià, que acostuma a mantenir un bordó sobre el qual es modifiquen els harmònics, el Karkhiraa Khumii acostuma a canviar la nota fonamental.

A Mongòlia molta gent vol aprendre com cantar aquest cant i hi ha classes per aprendre'n i també es pot aprendre individualment de mestre a aprenent. Es transmet oralment. Tant es pot cantar a cappella com acompanyat del Morin Khuur.

## En la cultura popular

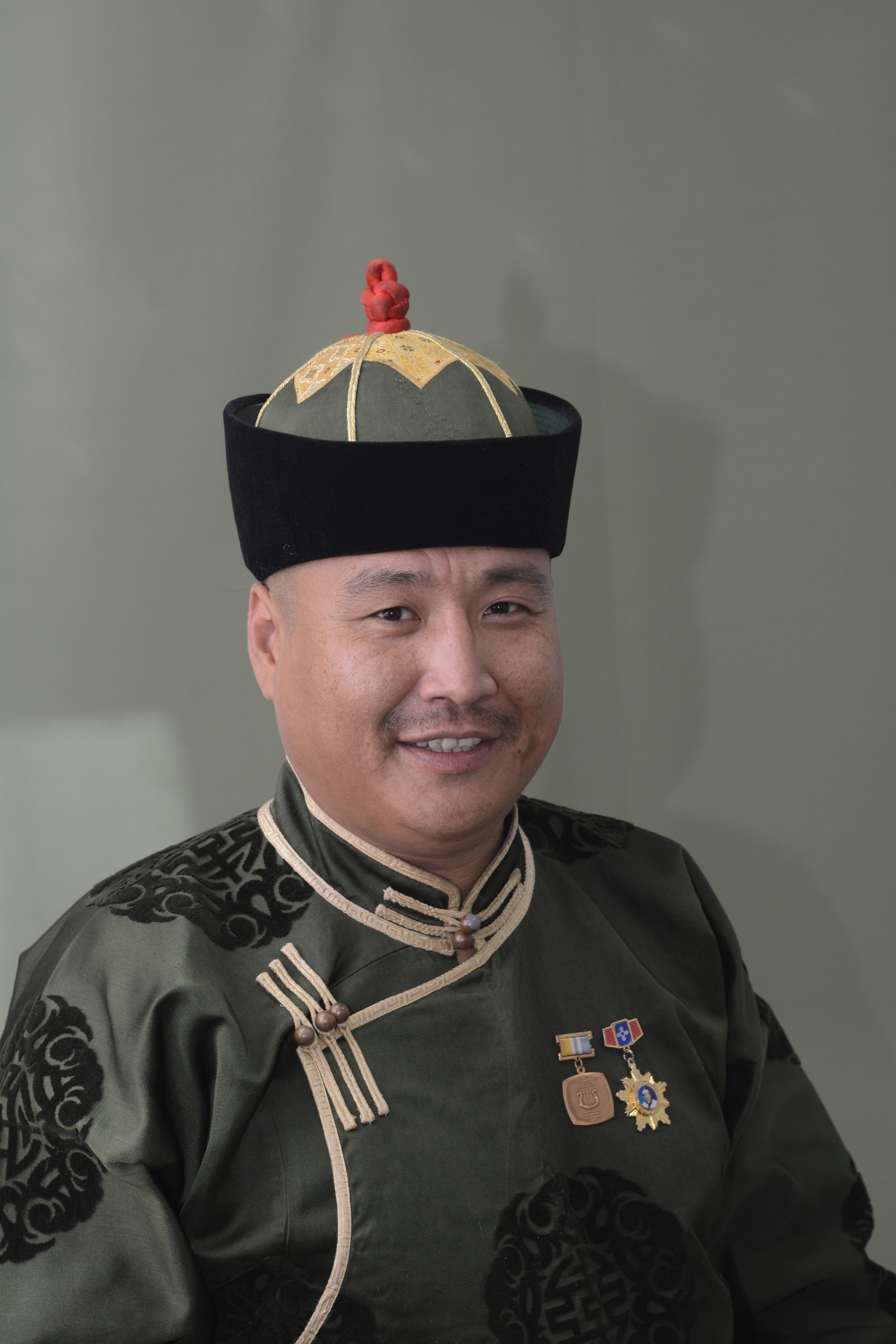
Igor Koixkendei, cantant de Txirguiltxin

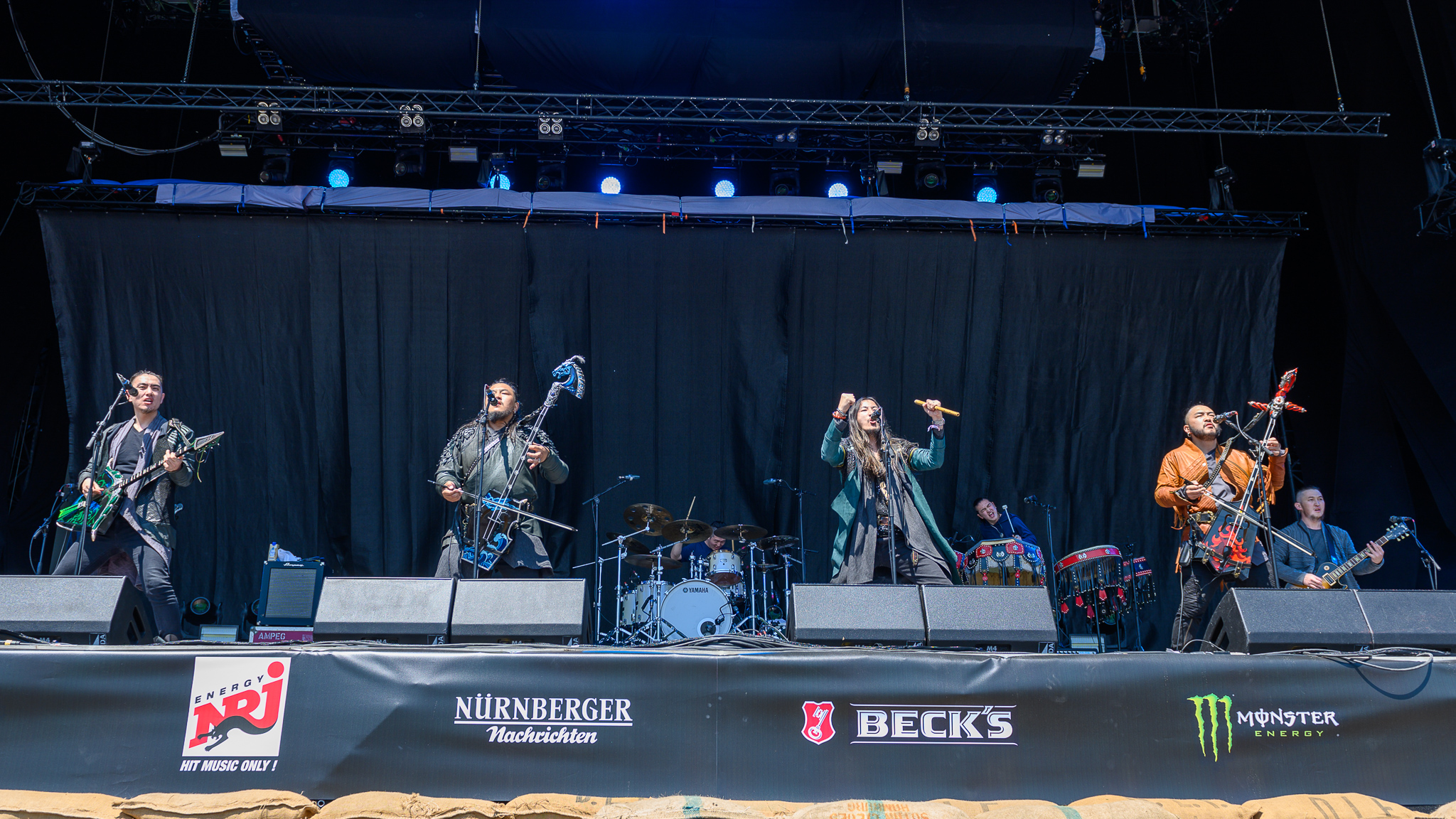
Una actuació de The Hu al Rock am Ring el 2019

- Richard Feynman, un físic guanyador del Premi Nobel de Física, es va interessar pel cant gutural tuvinià i va intentar viatjar a Tuvà als anys 80, cap al final de la seva vida quan estava greument malalt de càncer. Feynman mai va arribar a Tuvà, però la seva filla hi va viatjar el 2009 i es va reunir amb cantants guturals tuvinians durant el seu viatge.[12]
  - The Quest for Tannu Tuva és una pel·lícula documental de 1988 sobre la recerca de Tuvà per part de Feynman, produïda per a la sèrie de la BBC TV Horizon; també es va reempaquetar amb narració americana i es va titular The Last Journey of a Genius per a la sèrie Nova de PBS el 1989.
  - Tuva or Bust! és un llibre publicat el 1991 per Ralph Leighton, biògraf i amic de Feynman que havia intentat anar a Tuvà amb ell. El llibre inclou un enregistrament en flexi disc de cant gutural tuvinià.
- Yat-Kha és una banda formada el 1991 i liderada pel cantant gutural tuvinià Albert Kuvezin que interpreta una barreja de música tradicional tuviniana i rock.
  - Destacada en l'anunci de l'iPhone 15 Pro . "Karangailyg Kara Hovaa (Dyngyldai)" de Yat-Kha.
- Huun-Huur-Tu és una banda formada el 1992 que incorpora el cant gutural tuvinià en les seves actuacions i ha actuat internacionalment des de poc després de la seva creació.
- Txirguiltxin és un grup musical tuvinià format el 1996 liderat per Igor Koixkendei, que va guanyar el Gran Premi del Concurs Internacional de Cant Gutural el 1998, 2000 i 2002.
- K-Space és un conjunt britànic-siberià d'improvisació musical experimental format el 1996 que inclou el cantant gutural tuvinià Gendos Chamzyryn.
- Tyva Kyzy és un conjunt de música folk exclusivament femení format el 1998 que interpreta cant gutural tuvinià i ha actuat internacionalment.
- Genghis Blues és una pel·lícula documental de 1999 que va guanyar el Premi del Públic al Sundance Film Festival per a un Documental i va ser nominada a un Academy Award for Best Documentary Feature. La pel·lícula se centra en el viatge del cantant nord-americà cec Paul Pena a Tuvà per seguir el seu interès pel cant gutural tuvinià.
- Alash és un conjunt de músics i cantants guturals tuvinians format al Kyzyl Arts College el 1999 que ha actuat internacionalment des del 2006.
- L'Orquestra Nacional de Tuvà, formada el 2003, sovint inclou cant gutural tuvinià i gaudeix d'actuacions d'artistes de renom internacional, inclosos membres d'Alash, Txirguiltxin, Huun-Huur-Tu i Tyva Kyzy.
- Batzorig Vaanchig, membre de la banda Khusugtun, que va quedar subcampiona a Asia's Got Talent el 2015, és un cantant gutural mongola amb desenes de milions de visualitzacions a YouTube.[13]
- The Hu és una banda formada l'any 2016. Procedent de Mongòlia, la banda combina rock i heavy metal amb instruments tradicionals mongols, incloent-hi el cant gutural mongol i el morin khuur (també conegut com el violí de cap de cavall).[14] The Hu denomina el seu estil de música com a "hunnu rock", on hu és una paraula arrel mongola que significa "humà".[15] El 2018, la banda va debutar al Download Festival a Donington. Una cançó de The Hu, "Black Thunder", es va crear per al videojoc de 2019 Star Wars Jedi: Fallen Order.[16] Una versió diferent de la cançó va ser traduïda i gravada per The Hu de l'original mongol a un nou llenguatge fictici de Star Wars creat per la banda, amb la guia dels desenvolupadors del joc. Aquesta versió, "Sugaan Essena", es va utilitzar per al joc.[17][18]